# Gamla Riksbankshuset, Jönköping

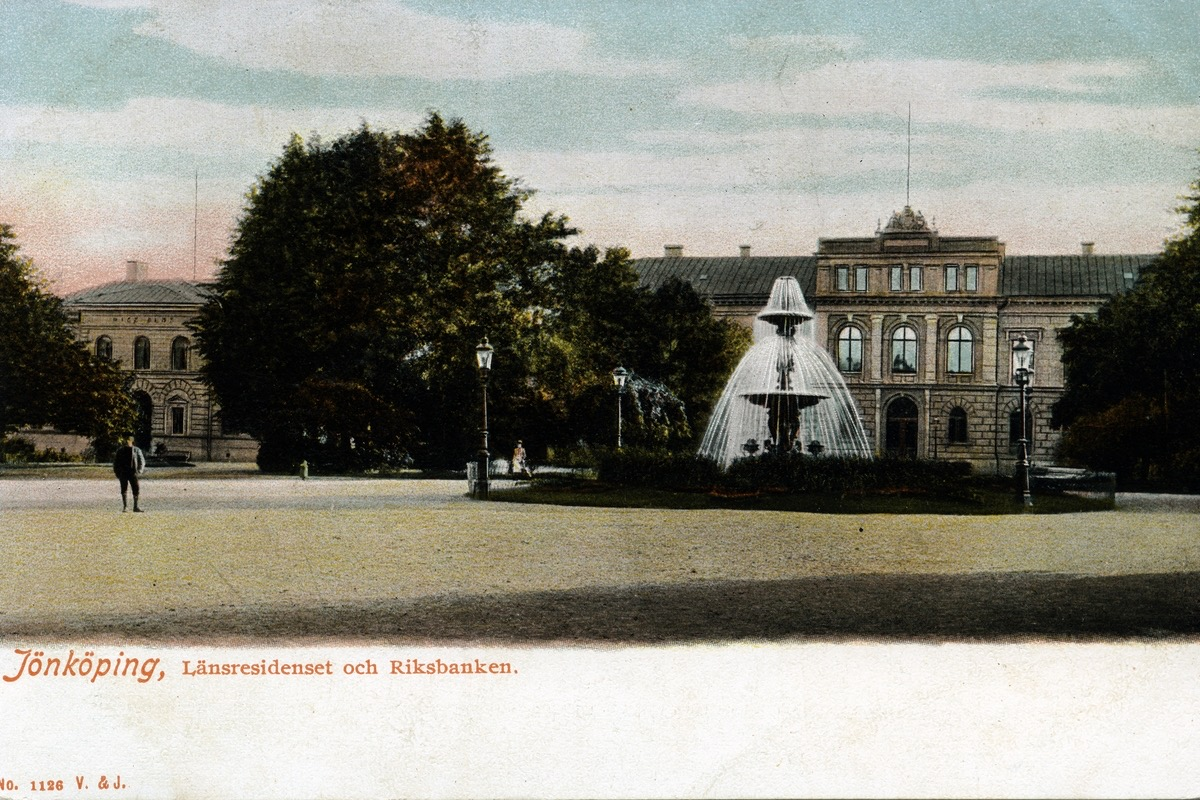
Rådhusparken med Länsresidenset och Gamla Riksbankshuset

Gamla Riksbankshuset är en tidigare bankbyggnad vid Skolgatan i Jönköping. Sveriges riksbank hade ett avdelningskontor i Jönköping 1885-1999.
Riksbankskontoret i Jönköping var ett av de första regionala avdelningskontoren för Sveriges riksbank. Byggnaden ritades av Magnus Isæus och Carl Sandahl och uppfördes för Sveriges riksbank 1889–1890 av stadsbyggnadsmästaren Wilhelm Witting (1826–1893).
Riksbanken hade sitt avdelningskontor där till 1990. 
Riksbankskontoret flyttade till en nyuppförd byggnad i korsningen Skolgatan/Kapellgatan, som ritades av Paul Niepoort. Den har fyra våningar samt en indragen takvåning. Fasaden är klädd i vitt och brunt tegel.